# Krosnowice
Krosnowice is een plaats in het Poolse district  Kłodzki, woiwodschap Neder-Silezië. De plaats maakt deel uit van de gemeente Kłodzko en telt 2 954 inwoners.

## Verkeer en vervoer
- Station Krosnowice